# Bothriocera knulli
Bothriocera knulli är en insektsart som beskrevs av Caldwell 1943. Bothriocera knulli ingår i släktet Bothriocera och familjen kilstritar. Inga underarter finns listade i Catalogue of Life.